# Richard Gay
Richard Nicolas Gay (* 6. März 1971 in Chamonix, Haute-Savoie) ist ein ehemaliger französischer Freestyle-Skier. Er war auf die Buckelpisten-Disziplinen Moguls und Dual Moguls spezialisiert und startete am Ende seiner Karriere im Skicross. Gay gewann die Bronzemedaille bei den Olympischen Spielen 2002 sowie im Weltcup einmal die Dual-Moguls-Disziplinenwertung.

## Biografie
Richard Gay gab Anfang Februar 1995 am Oberjoch sein Debüt im Freestyle-Skiing-Weltcup. Sein erstes Spitzenresultat erreichte er zu Beginn der Folgesaison als Neunter auf den Dual Moguls (Parallelbuckelpiste) in Tignes. Im März desselben Jahres belegte er als Dritter in Meiringen-Hasliberg seinen ersten Podestplatz im Weltcup. In den nächsten beiden Jahren gelangen ihm nur vereinzelt gute Platzierungen, wodurch er sich nicht für Großereignisse qualifizieren konnte. Bei seinen ersten Weltmeisterschaften in Meiringen blieb er als Fünfter auf den Dual Moguls nur knapp hinter den Medaillenrängen zurück, in der Einzeldisziplin belegte er Rang zwölf. Zwei Jahre später kam er in Whistler auf die Ränge vier (Moguls) und neun (Dual Moguls). Im Dezember 2001 feierte er auf den Dual Moguls in Steamboat Springs seinen ersten und einzigen Weltcupsieg und sicherte sich mit einem weiteren Podestplatz den Gewinn der Disziplinenwertung. Bei den Olympischen Spielen von Salt Lake City gewann er hinter Janne Lahtela und Travis Mayer die Bronzemedaille.
In der Folge wechselte Richard Gay die Disziplin und ging im Weltcup nur noch im Skicross an den Start. Sein bestes Ergebnis erreichte er im März 2003 mit Platz 17 in Les Contamines, was ihn in der Disziplinenwertung auf Rang 34 brachte. Im nächsten Jahr konnte er sich mit Rang 30 am selben Ort lediglich ein weiteres Mal in den Punkterängen klassieren. Im März 2004 bestritt er in La Plagne sein letztes FIS-Rennen.
Richard Gay betreibt ein Skisportgeschäft in seinem Heimatort Megève.

## Erfolge

### Olympische Spiele
- Salt Lake City 2002: 3. Moguls

### Weltmeisterschaften
- Meiringen-Hasliberg 1999: 5. Dual Moguls, 12. Moguls
- Whistler 2001: 4. Moguls, 9. Dual Moguls

### Weltcupwertungen
| Saison  | Gesamt | Gesamt | Moguls | Moguls | Dual Moguls | Dual Moguls | Skicross | Skicross |
| Saison  | Platz  | Punkte | Platz  | Punkte | Platz       | Punkte      | Platz    | Punkte   |
| ------- | ------ | ------ | ------ | ------ | ----------- | ----------- | -------- | -------- |
| 1994/95 | 100.   | 8      | 39.    | 56     | –           | –           | –        | –        |
| 1995/96 | 53.    | 40     | 16.    | 320    | 29.         | 40          | –        | –        |
| 1996/97 | 37.    | 54     | 12.    | 272    | 30.         | 48          | –        | –        |
| 1997/98 | 98.    | 8      | 42.    | 40     | 14.         | 192         | –        | –        |
| 1998/99 | 27.    | 53     | 12.    | 212    | 10.         | 112         | –        | –        |
| 1999/00 | 23.    | 59     | 12.    | 296    | 9.          | 156         | –        | –        |
| 2000/01 | 10.    | 81     | 4.     | 404    | –           | –           | –        | –        |
| 2001/02 | 34.    | 44     | 14.    | 464    | 1.          | 264         | –        | –        |
| 2002/03 | 101.   | 12     | –      | –      | –           | –           | 34.      | 36       |
| 2003/04 | 213.   | 0      | –      | –      | –           | –           | 64.      | 1        |

### Weltcupsiege
Gay errang im Weltcup 5 Podestplätze, davon 1 Sieg:
| Datum             | Ort       | Land | Disziplin   |
| ----------------- | --------- | ---- | ----------- |
| 15. Dezember 2001 | Steamboat | USA  | Dual Moguls |

### Europacup
- 8 Podestplätze, davon 5 Siege:

| Datum             | Ort                    | Land        | Disziplin   |
| ----------------- | ---------------------- | ----------- | ----------- |
| 5. Januar 1996    | Garmisch-Partenkirchen | Deutschland | Moguls      |
| 28. November 1997 | Zermatt                | Schweiz     | Dual Moguls |
| 9. Januar 1998    | La Plagne              | Frankreich  | Moguls      |
| 24. Januar 1998   | Champéry               | Schweiz     | Dual Moguls |
| 15. Februar 1998  | Valmeinier             | Frankreich  | Dual Moguls |